# Баженов Дмитро Іванович
Баже́нов Дмитро́ Іва́нович (псевдонім — Дмитро Пінь; *7 липня 1904, село Каршур, Балезінський район — †1946, місто Кисловодськ) — удмуртський прозаїк, літературний критик, партійний публіцист.
Дмитро Іванович закінчив Глазовський педагогічний технікум, потім Інститут червоної професури. Працював вчителем, був на адміністративних та партійних посадах. В роки Другої світової війни був директором Якшур-Бодьїнського педагогічного училища.

## Творчість
Автор першого річного огляду удмуртської літератури удмуртською мовою. Склав посмертну збірку віршів Данила Майорова та збірку віршів молодих поетів «Будон» («Ріст»; 1928). У повісті «Сьод пери» («Чорний вихор»; 1927) розповів у формі пригодницького жанру про юних партизанів в період війни за Удмуртію.